# Rhabdopleura striata
Rhabdopleura striata är en djurart som tillhör fylumet svalgsträngsdjur, och som beskrevs av Alexander Schepotieff 1909. Rhabdopleura striata ingår i släktet Rhabdopleura och familjen Rhabdopleuridae.
Artens utbredningsområde är Indiska oceanen. Inga underarter finns listade i Catalogue of Life.